# Comment c'est
Comment c'est est un roman de Samuel Beckett, publié en français en 1961 et en anglais en 1964.
Un narrateur raconte au lecteur l'histoire de sa vie, qu'il a découpée en trois parties qui sont intimement liées à sa rencontre avec un de ses semblables, qu'il appelle Pim : « comment c'était avant Pim », « comment c'était avec Pim » et « comment c'est après Pim ». 
C'est d'abord une reptation solitaire dans la boue et le noir, le narrateur traînant avec lui un sac en jute dans lequel il transporte ses vivres. 
En avançant à tâtons dans la boue, il découvre ce Pim, avec qui il passe une longue période au cours de laquelle il entreprend de communiquer avec lui, il le torture pour le faire parler. 
Puis se retrouvant à nouveau seul, à ramper dans la boue, il s'interroge sur son existence, sa vie, Pim, les autres, etc. Dans cette troisième période d'immobilité solitaire, il entend  — et il répète, c'est le texte que nous lisons —  une voix, dans un style fragmenté fait de bribes de phrases. 